# Governatorati dell'Impero spagnolo
Dopo la divisione territoriale del Sudamerica tra Spagna e Portogallo nel Trattato di Tordesillas (1494) l'amministrazione coloniale del continente fu divisa in governatorati.

## Caraibi e Tierra Firme

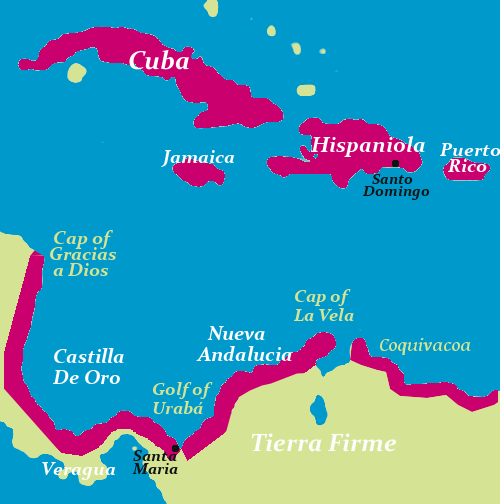
Tierra Firme, Governatorato di Castilla de Oro e Nuova Andalusia

- Governatorato di Santo Domingo 1493 a Cristoforo Colombo
- Governatorato di Cuba 1511 a Diego Velázquez de Cuéllar
- Governatorato della Nuova Andalucia-Coquibacoa (Venezuela) 1501 a Alonso de Ojeda
- Governorato di Nuova Andalusia (Colombia) 1510 ad Alonso de Ojeda
- Governatorato di Castilla de Oro 1513 a Pedro Arias Dávila

## Sudamerica
Quattro enclave dopo la conquista spagnola dell'impero Inca:

Le concessioni degli adelantados di Charles V prima dell'istituzione del to the establishment of the Vicereame del Perù.

- Governatorato della Nuova Castiglia, concesso nel 1529 a Francisco Pizarro e ridefinito nel 1534, consisteva dei territori approssimativamente dall'attuale frontiera Ecuador–Colombia a nord a Cusco a sud
- Governatorato della Nuova Toledo, concesso nel 1534 a Diego de Almagro e consistente nella metà più meridionale dell'ex Impero inca, che si allunga verso il Cile centrale
- Governatorato della Nuova Andalusia, concesso nel 1534 a Pedro de Mendoza, era definito come allungato 200 leghe lungo la costa pacifica a sud della concessione di Nuova Toledo e proteso a est verso l'Atlantico, ma solo piccole aree di esso erano colonizzate fino ai decenni successivi
- Governatorato della Nuova León, concesso nel 1529 a Simón de Alcazaba y Sotomayor e ridefinito nel 1534, consisteva della parte più meridionale del continente
- Governatorato del Río de la Plata, istituito nel 1549, originariamente era semplicemente una Nuova Andalusia riniminata, finché non fu riorganizzato nel XVII secolo dopo un riuscito insediamento.